# Моббс, Эдгар
Эдгар Робертс «Моббси» Моббс DSO (англ. Edgar Roberts "Mobbsy" Mobbs; 29 июня 1882 — 31 июля 1917) — английский регбист, выступавший на позиции трёхчетвертного и бывший капитаном клуба «Нортгемптон Сэйнтс» и Англии. Погиб на фронтах Первой мировой войны; имел звание подполковника Британской армии.

## Биография
Эдгар Робертс Моббс родился 29 июня 1882 года в Нортгемптоне. Родители — Оливер Л. Моббс и Элизабет Энн Моббс. Окончил Бедфордскую современную школу, на стене которой установлена мемориальная доска в память о том, что здесь учился Моббс. За свою регбийную карьеру представлял клуб «Нортгемптон Сэйнтс», команду Восточного Мидленда и клуб-сборную «Барбарианс». 9 июня 1909 года провёл в Блэкхите первый матч за сборную Англии против Австралии, участвовавшей в турне. Сыграл 7 матчей и набрал 12 очков, последнюю игру провёл 3 марта 1910 года против Франции в Париже на стадионе Парк де Пренс, выведя команду на поле как капитан.
В 1914 году Моббс в возрасте 32 лет подал заявление в Британскую армию с целью направиться на фронт в качестве добровольца, но получил отказ. Тем не менее, Эдгар собрал группу из 250 человек — своих друзей и одноклубников, из которых была создана так называемая «спортивная рота» 7-го батальона Нортгемптонширского полка, известная как «личная рота Моббса». Позже Эдгар стал командиром батальона и дослужился до звания подполковника.

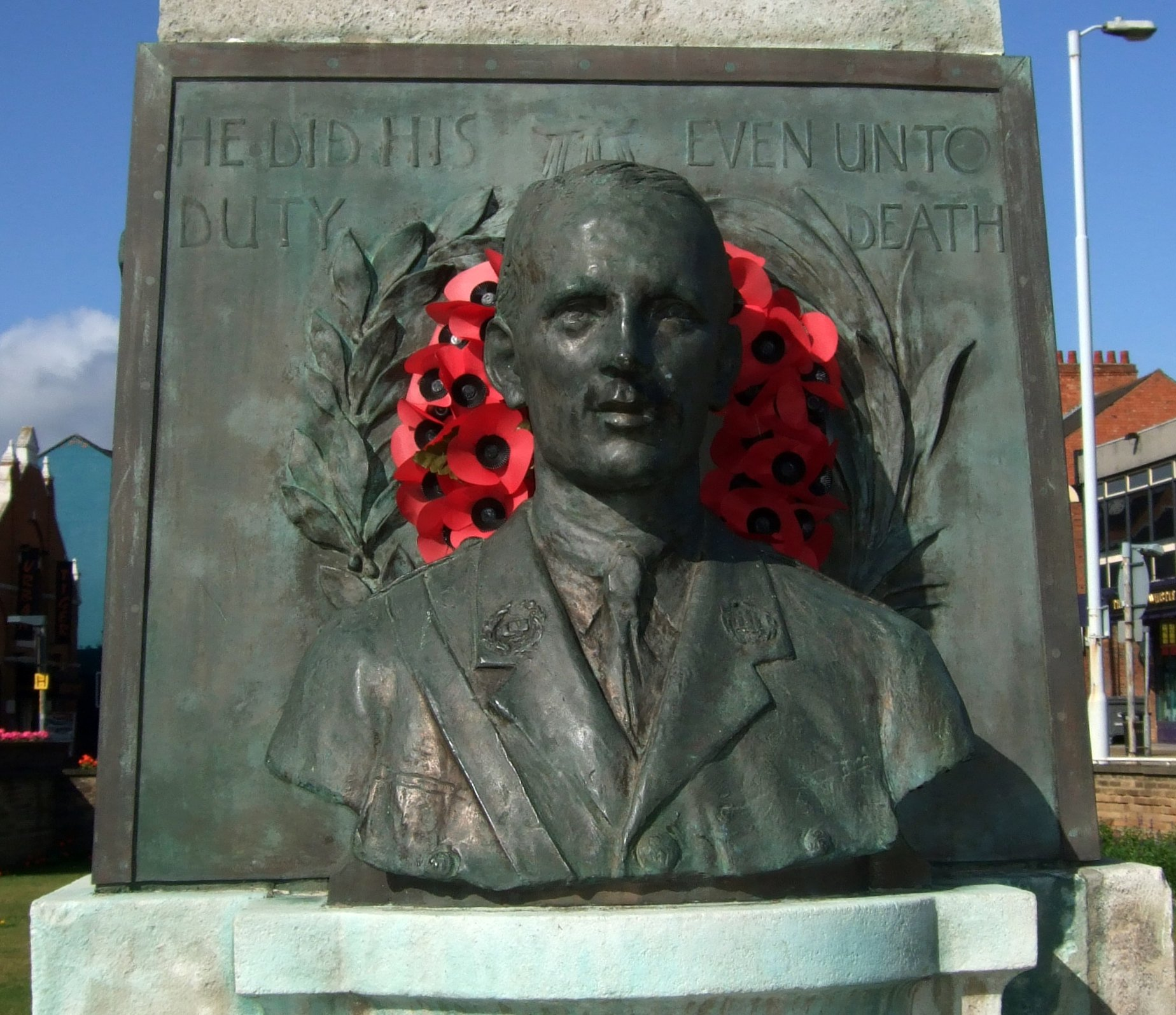
Бюст Эдгара Моббса в мемориальном комплексе Нортгемптона

31 июля 1917 года Моббс погиб в бою при бельгийском местечке в Зиллебеке, во время Третьей битвы при Ипре, когда его отряд шёл на штурм пулемётного гнезда. Считается, что Моббс запустил регбийный мяч на территорию противника перед атакой. Тело Моббса не было найдено, поэтому его имя изображено на Мененских воротах рядом с именами других солдат, чьи тела не были найдены.

## Память
Посмертно Моббс был награждён британским орденом «За выдающиеся заслуги», а в Нортгемптоне ему был установлен памятник.
С 1921 года между сборной Восточного Мидленда (командой, управляемой Регбийным союзом Восточного Мидленда) и клубом «Барбарианс» проводился матч в память Моббса на стадионе «Франклинс Гарденс»; в 2008 и 2009 годах прошли матчи на «Голдингтон Роуд» между «Барбарианс» и клубом «Бедфорд Блюз», а последний матч с участием «Барбарианс» прошёл в апреле 2011 года также против «Бедфорда». Было объявлено, что следующие матчи будут проводить в разные годы команды «Нортгемптон Сэйнтс» и сборная Британской армии, а средства от продажи билетов будут идти на развитие детского и молодёжного регби
Имя Моббса носит улица Эдгар-Моббс-вэй недалеко от стадиона «Франклинс Гарденс» в Нортгемптоне, а также рок-группа «The Mobbs» из Нортгемптона.
В 2022 году имя Эдгара Моббса и австралийца Марка Элла было присвоено призу, разыгрываемому ежегодно между сборными Англии и Австралии: ранее этот трофей был известен как «Кубок Кука» (англ. Cook Cup).